# 70 Ophiuchi
70 Ophiuchi (70 Oph / GJ 702) es un sistema estelar en la constelación de Ofiuco situado visualmente al este de γ Ophiuchi.
Distante solo 16,6 años luz del sistema solar, los sistemas más cercanos a él son Wolf 1055 y Wolf 630, a 6,1 y 6,7 años luz respectivamente.

## Características
70 Ophiuchi es una estrella binaria —su duplicidad observable con un pequeño telescopio— cuyas dos componentes son enanas naranjas. La componente principal, 70 Ophiuchi A (LHS 458), tiene tipo espectral K0 V y una temperatura efectiva de 5290 K.
Brilla con el 50 % de la luminosidad solar y su radio equivale al 85 % del que tiene el Sol.
Tiene una masa de 0,89 masas solares y su metalicidad, basada en la abundancia relativa de hierro, es solo el 30 % de la encontrada en el Sol.
Al igual que el Sol, muestra actividad magnética, observándose regiones activas que entran y salen del campo de visión. Ello ha permitido conocer su período de rotación, 19,7 días.
70 Ophiuchi B (LHS 459) es también una enana naranja, pero más fría y pequeña que su compañera. De tipo espectral K4 V, su temperatura es de 4250 K. Con una masa estimada igual al 71 % de la masa solar, su radio es de 0,70 radios solares mientras que su luminosidad apenas alcanza el 16 % de la que tiene el Sol.
El sistema, catalogado como variable BY Draconis, recibe también la denominación de estrella variable V2391 Ophiuchi.
La órbita del sistema es notablemente excéntrica (ε = 0,495), variando la separación entre las componentes entre 11,6 UA y 34,8 UA. Su período orbital es de 88,4 años; el último periastro —distancia mínima entre componentes— tuvo lugar en 1984 y habrá que esperar hasta 2028 para el apoastro.
Aunque diversos estudios en el pasado encontraron evidencia de un tercer cuerpo de masa pequeña que perturbaba la órbita de las dos estrellas, estudios subsiguientes han desestimado su existencia.